# Timea crassa
Timea crassa är en svampdjursart som först beskrevs av Topsent 1900.  Timea crassa ingår i släktet Timea och familjen Timeidae. Inga underarter finns listade i Catalogue of Life.